# Quatuor Calvet
Pour les articles homonymes, voir Calvet.
Le Quatuor Calvet est un quatuor à cordes français fondé en 1919 et dissous en 1950.
Dans les années 1930, le Quatuor Calvet est « considéré comme l'un des meilleurs au monde, salué pour ses interprétations en concert et ses enregistrements des répertoires classique et moderne français ».

## Historique
Le Quatuor Calvet est fondé par Joseph Calvet en 1919, qui assure le pupitre de premier violon. Les autres membres fondateurs sont Georges Mignot au second violon, Léon Pascal à l'alto et Paul Mas au violoncelle,,.
Dès leurs débuts, ils jouent des œuvres nouvelles, notamment de Marie-Joseph Erb et Joseph-Ermend Bonnal.
À l'initiative de Nadia Boulanger, en 1928, le quatuor donne en France deux intégrales des quatuors de Beethoven,. L'ensemble est également un ardent promoteur de la musique française de son temps, créant des partitions de Vincent d'Indy, Jean Françaix, Guy Ropartz et Reynaldo Hahn,,,.
Durant les années 1930, le Quatuor Calvet est considéré comme l'un des meilleurs au monde pour ses interprétations et ses enregistrements des répertoires français moderne et classique. Source d'inspiration pour de nombreux apprentis musiciens chambristes, il est alors considéré comme l'un des meilleurs au monde,,,.
L'ensemble se produit avec nombre d'artistes, tels les pianistes Vlado Perlemuter, Yves Nat et Clara Haskil, le flûtiste Marcel Moyse et la harpiste Lily Laskine.
En 1940, en raison de la Seconde Guerre mondiale, le quatuor interrompt ses activités et ses membres se dispersent. Léon Pascal fonde à Marseille le Quatuor Pascal, Daniel Guilevitch émigre aux États-Unis, où il fonde son propre quatuor dès 1942, le Quatuor Guilet, puis en 1955, le Beaux Arts Trio,.
En 1944, le Quatuor Calvet reprend vie avec un nouvel effectif : autour de Joseph Calvet, Jean Champeil est au violon II, Maurice Husson à l'alto et Manuel Recasens au violoncelle,. Dans cette configuration, l'ensemble réalise des tournées, en Angleterre, en Suisse, aux Pays-Bas, en Autriche et en Italie, et se produit lors de grands festivals, à Salzbourg, Prague, Édimbourg et Aix-en-Provence.
La formation crée des œuvres d'André Jolivet, Jean Martinon, Henri Sauguet, Florent Schmitt et Alexandre Tansman,.
En 1950, le Quatuor Calvet cesse définitivement ses activités,,.

## Membres
Les membres de l'ensemble étaient, :
- premier violon : Joseph Calvet (1919-1950) ;
- second violon : Georges Mignot (1919-1926), Daniel Guilevitch (1926-1940), Jean Champeil (1944-1950) ;
- alto : Léon Pascal (1919-1940), Maurice Husson (1944-1950) ;
- violoncelle : Paul Mas (1919-1940), Manuel Recasens (1944-1950).

## Créations
Le Quatuor Calvet est le créateur de plusieurs œuvres, de Marcel Delannoy, Louis Fourestier (Quatuor « de Venise », également dédicataire, 1939), Jean Françaix (Quatuor, 1937), Reynaldo Hahn (Quatuor en la mineur, 1939), Georges Hugon (Quatuor, 1931), Vincent d'Indy (Sextuor, 1929 ; Quatuor no 3, déd., 1930), Jean Martinon (Concerto lyrique pour quatuor à cordes et orchestre, op. 38, 1946), Guy Ropartz (Quatuor no 3, 1925 ; Quatuor no 4, déd., 1935), Henri Sauguet (Quatuor no 2, 1949), Florent Schmitt (Quatuor, déd., 1948) et Alexandre Tansman (Tombeau de Chopin, pour quintette à cordes, avec Gaston Logerot, 1949), notamment,.

## Discographie
Entre juin 1931 et février 1939, le Quatuor Calvet enregistre 65 disques 78 tours. Pour Columbia, Pathé, Gramophone et La Voix de son maître, le quatuor grave les quatuors à cordes de Debussy et de Ravel, Fauré en quatuor avec piano en compagnie de Robert Casadesus, ainsi que des partitions de Florent Schmitt (Quintette), André Caplet (Septuor) et Marcel Delannoy (Quatuor en mi majeur).
À partir de 1936, l'ensemble enregistre pour Telefunken Haydn (op. 3/5 et 64/5), Mozart (K. 387 et K. 464), Beethoven (op. 18/1 et 5, op. 59/2 et 3, op. 95, op. 131) et Schubert (D. 87 et D. 810).
Après-guerre, le Quatuor Calvet réalise en juillet 1946 pour Columbia une nouvelle version de La Jeune Fille et la Mort (D. 810) de Schubert.